# 伯里維爾 (伊利諾伊州)
伯里維爾（英語：Berryville）是位於美國伊利諾伊州里奇蘭縣的一個非建制地區。該地的面積和人口皆未知。

## 地理
伯里維爾的座標為38°35′58″N 87°55′43″W / 38.59944°N 87.92861°W，而該地的平均海拔高度為153米（即502英尺）。